# Margaiostus andicola
Margaiostus andicola là một loài bọ cánh cứng trong họ Elateridae. Loài này được Fairmaire& Germain miêu tả khoa học năm 1860.